# Käshammer
Der Käshammer ist ein erhaltenes historisches Hammerwerk im Gelpetal im Ortsteil Cronenberg der nordrhein-westfälischen Großstadt Wuppertal. Das Gebäude ist als Baudenkmal in der Denkmalliste der Stadt Wuppertal eingetragen.

## Geschichte

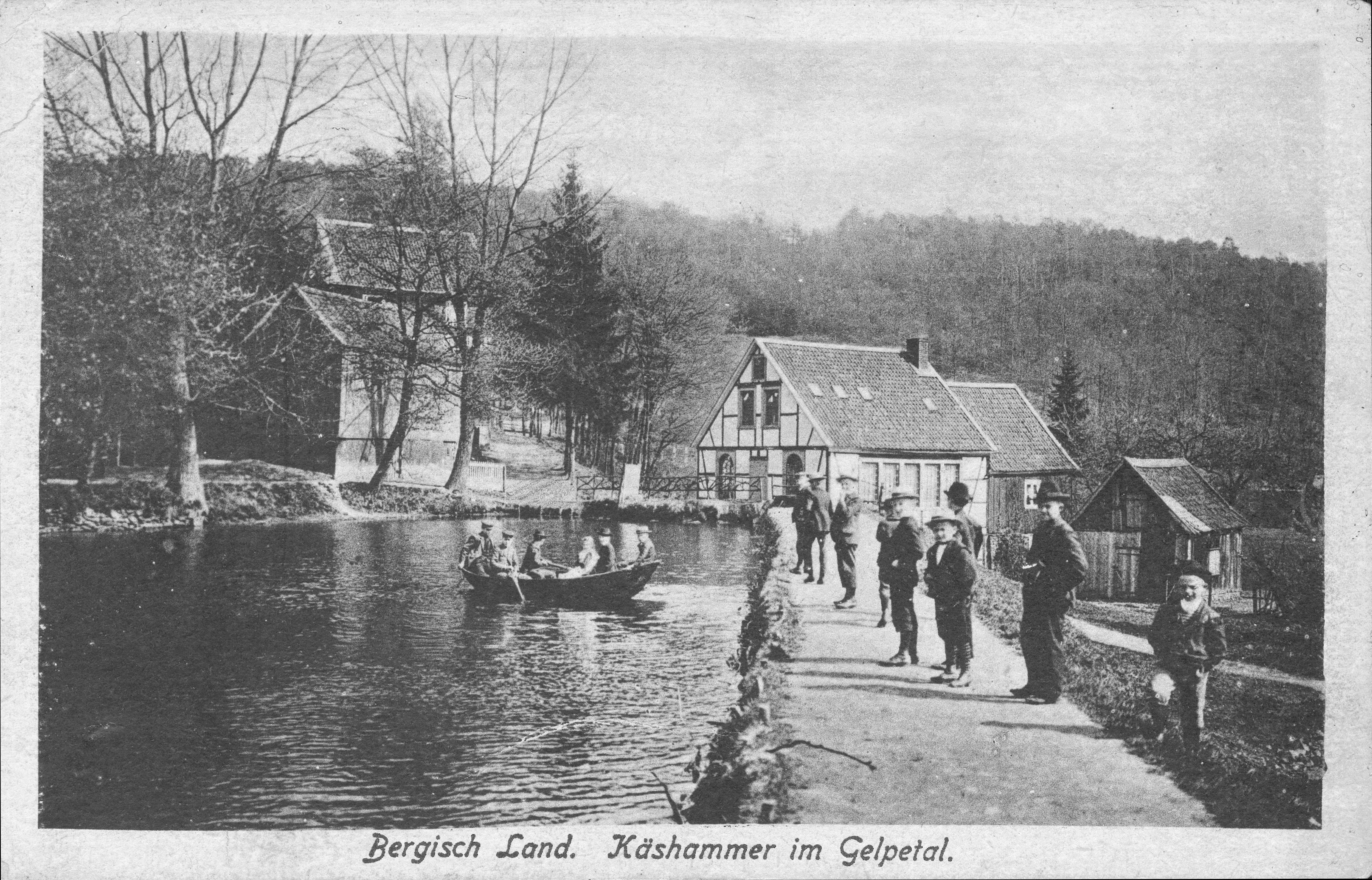
Der Käshammer um 1900, Blick über dem Hammerteich, links das Ausflugslokal

### Hintergründe
An den Bächen und Flüssen im Wuppertaler, Remscheider und Solinger Raum wurde seit dem 14. Jahrhundert Eisen und Stahl industriell bearbeitet. Im Gebiet dieser drei Städte siedelten sich mehrere hundert Hammerwerke und Schleifkotten an, die bis zum Ende des 19. Jahrhunderts die Wasserkraft der Region nutzten.
Obwohl der Grad der Industrialisierung aufgrund des Wasserreichtums der Region seit dem 17. Jahrhundert einer der höchsten im gesamten deutschsprachigem Raum war, verteilte sich die gesamte Industrieleistung auf zahlreiche einzelne Werkstätten, in denen aus Eisenrohlingen hochwertiger Stahl raffiniert und weiter zu Sicheln, Sensen, Werkzeugen, Schwertern und anderen Schneidwaren weiterverarbeitet wurde. Das Roheisen wurde über die Bergische Eisenstraße aus dem Siegener Raum importiert, die Holzkohle für die Schmiedefeuer wurde vor Ort in Kohlenmeilern gewonnen.
Die Erzeugnisse wurden anschließend in ganz Europa vertrieben. Erst mit dem Aufkommen von Dampfmaschinen (später Elektromotoren) und dem Bau von Kohlenwegen aus dem Ruhrgebiet (später Eisenbahnen) verließen die Betriebe die engen, feuchten und dunklen Täler und siedelten sich auf den verkehrstechnisch besser erschlossenen Höhenzügen an.

### Geschichte des Käshammers

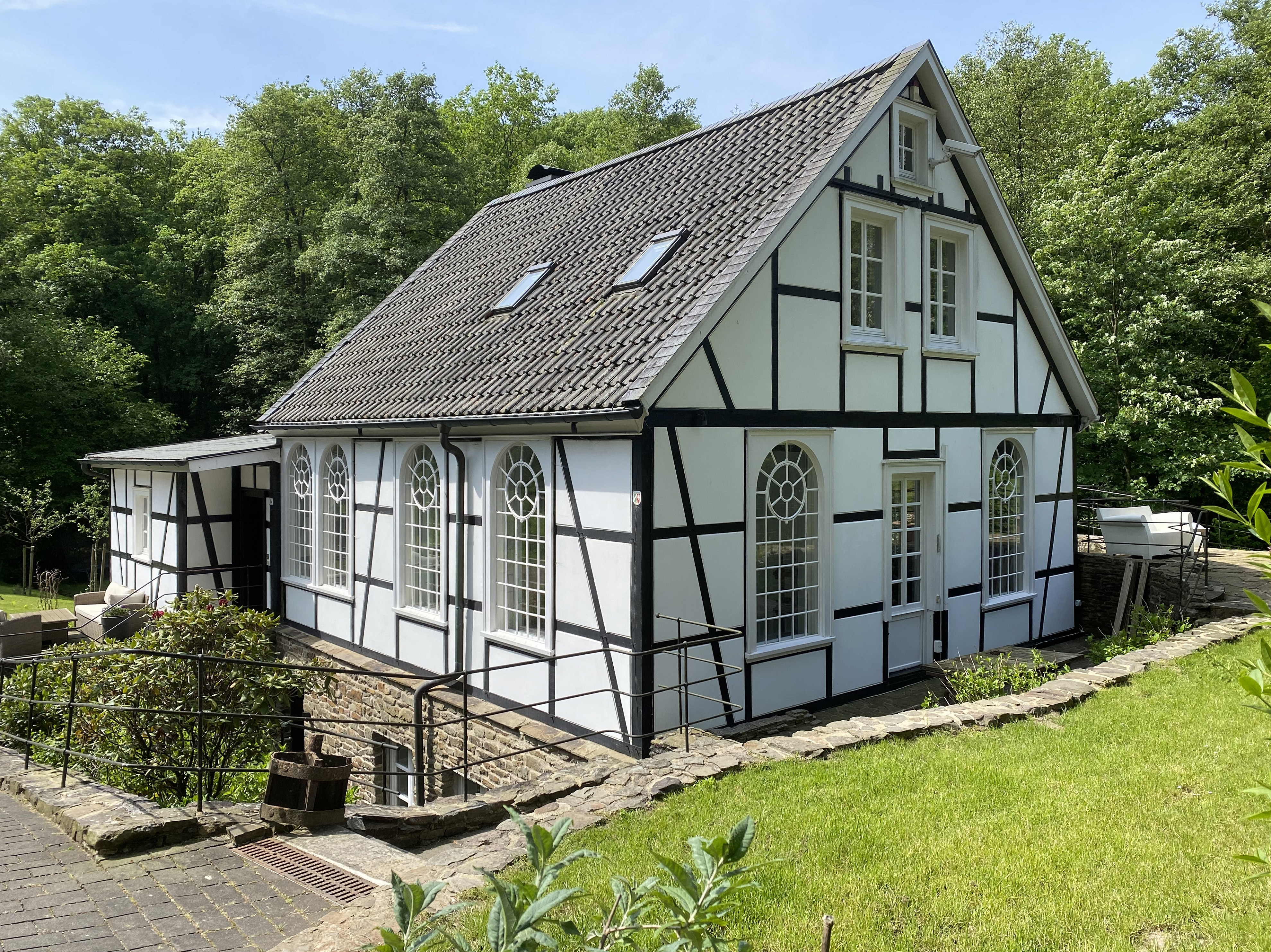
Der Käshammer 2023

Erstmals urkundlich erwähnt wird der Käshammer 1607, wo er mit einem Goldgulden Wassererkenntnis (Recht auf Wassernutzung) belegt wurde. Zu dieser Zeit nutzten Bauern der Saalscheider Mark die Anlage gemeinschaftlich als Knochenmühle. Im Laufe der Jahrhunderte wechselten die Eigentumsverhältnisse durch Erbteilungen und Verkauf mehrfach. Je nach dem jeweiligen Pächter oder Eigentümer wechselte auch der Namen des Hammers, so dass er in den Urkunden auch Henshammer, Saalscheider Hammer, Goldenbergshammer, Höltershammer unter anderem genannt wurde. Ab 1824 setzte sich unter dem Besitzer Carl Noltzen der Name Käshammer durch, weil als landwirtschaftliches Nebenprodukt hier „Klatschkäs“ verkauft und gegessen wurde.
1829 wurde die Anlage als Raffinierhammer betrieben, wo Roheisen zu Edelstahl raffiniert, also veredelt wurde. Drei oberschlächtige Wasserräder trieben den Fallhammer und zwei Schmiedefeuergebläse an. Um genügend Gefälle für das Fallwasser zu haben, wurde der Gelpebach zu einem Hammerteich aufgestaut. Trotzdem gab es in den Spätsommermonaten oft lange Perioden, in denen der Wasserstand für einen Betrieb zu niedrig war und die Arbeit eingestellt werden musste.
1832 gehörte der Käshammer zur Holthauser Rotte des ländlichen Außenbezirks der Stadt Ronsdorf. Der laut der Statistik und Topographie des Regierungsbezirks Düsseldorf als Einzelne Häuser kategorisierte Ort besaß zu dieser Zeit zwei Wohnhäuser, das Hammerwerk und ein landwirtschaftliches Gebäude. Zu dieser Zeit lebten 18 Einwohner im Ort, einer katholischen und 17 evangelischen Glaubens. Im Gemeindelexikon für die Provinz Rheinland von 1888 werden zwei Wohnhäuser mit 15 Einwohnern angegeben.

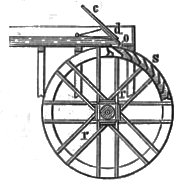
Oberschlächtiges Wasserrad

Gegen Ende des 19. Jahrhunderts gründete der Besitzer Johann Hölter mit seiner Frau eine Gaststätte am Objekt, die bis 2005 ein beliebtes Ausflugslokal im Gelpetal war. Auf dem Hammerteich ruderten zu Beginn des 20. Jahrhunderts Ausflügler und das Gewässer diente als Freibad für die Jugend. Im ersten Stock des Hammergebäudes richtete er 1896 eine Seidenweberei ein und stellte die Nutzung als Hammerwerk ein.
Ab Mitte des 20. Jahrhunderts diente das Gebäude als reines Wohnhaus mit Werkstatt und zerfiel zusehends. Die Wasserkraft wurde zu diesem Zeitpunkt schon lange nicht mehr genutzt. Zwischenzeitlich im Eigentum der Firma Vorwerk wurde das Gebäude von den nachfolgenden Eigentümer Peter Rudolph renoviert. 2017 stand das Gebäude mit seinem 6200 Quadratmeter großen Grundstück und den fünf Zimmern mit insgesamt 260 Quadratmetern Wohnfläche zum Verkauf. 
Im Sommer 2024 wurde wieder ein Wasserrad am Käshammer angebaut. Es hat einen Durchmesser von vier Metern und wurde aus Lärchenholz und Stahl zusammengebaut und angeschlossen. Die Anlage dient heute der Stromerzeugung, es wird ein Ertrag von 16.000 kWh pro Jahr erwartet. Entworfen und berechnet hat das Wasserrad unter anderem ein Student der Bergischen Universität Wuppertal.
Der Käshammer präsentiert sich heute von außen als eine der besterhaltenen historischen Werkstätten in Wuppertal.